# Lorenzo Ottoni

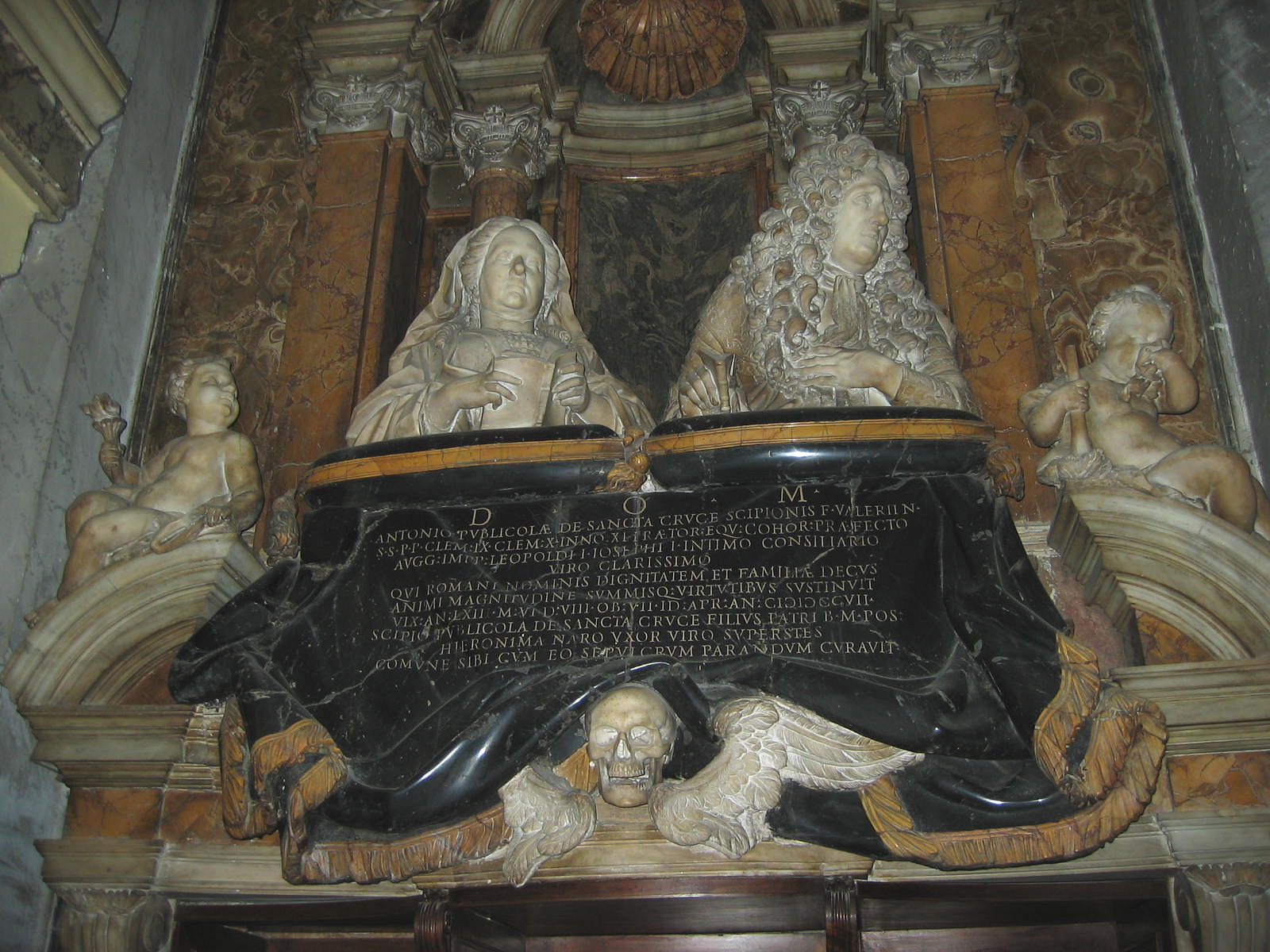
Gravmonument över Antonio Publicola Santacroce och Girolama Nari (1727). Santa Maria in Publicolis, Rom.

Lorenzo Ottoni, född 25 november 1648 i Rom, död 29 september 1736 i Rom, var en italiensk skulptör under barocken. Han var lärare åt bland andra Bernardino Cametti.

## Biografi
Ottoni var först elev hos Antonio Giorgetti, därefter hos Ercole Ferrata. Ottonis tidigaste beställningsverk dateras till 1670-talet. 1682 utförde han gravmonumentetet över kardinal Francesco Barberini i Peterskyrkan.
Ottonis talang når sitt fulla uttryck i gravmonumentet åt makarna Antonio Publicola Santacroce och Girolama Nari (1727) i kyrkan Santa Maria in Publicolis i Rom. Här märks en viss påverkan från Berninis och Ferratas skulpturala formspråk.
I Tuilerieträdgården i Paris utförde Ottoni 1688 skulpturen Nilen.

## Verk i urval
- Gravmonument över kardinal Orazio Mattei – Cappella Mattei, San Francesco a Ripa[1]
- Kristus – Cappella di Sant'Ignazio, Il Gesù[2]
- Gravmonument över Ercole och Giovanni Luigi Bolognetti – Gesù e Maria[3]
- Aposteln Judas Taddaios – San Giovanni in Laterano[4]
- Gravmonument över George Conn (1678; med putto av Giuseppe Giorgetti) – San Lorenzo in Damaso[5][6]
- Putti – Cappella di Sant'Anna, Santa Maria in Campitelli[7]
- Den heliga Familjen uppenbarar sig för den saliga Ludovica Albertoni – Cappella Albertoni Altieri, Santa Maria in Campitelli[8]
- Gravmonument över Antonio Publicola Santacroce och Girolama Nari (1727) – Santa Maria in Publicolis[9]
- Sixtus V visar Palazzo del Monte för de behövande (stuckmedaljong) – Santissima Trinità in Palazzo Monte di Pietà[10][11]
- Clemens VIII överlämnar ett dokument åt kardinal Pietro Aldobrandini (stuckmedaljong) – Santissima Trinità in Palazzo Monte di Pietà[10][11]

## Bilder

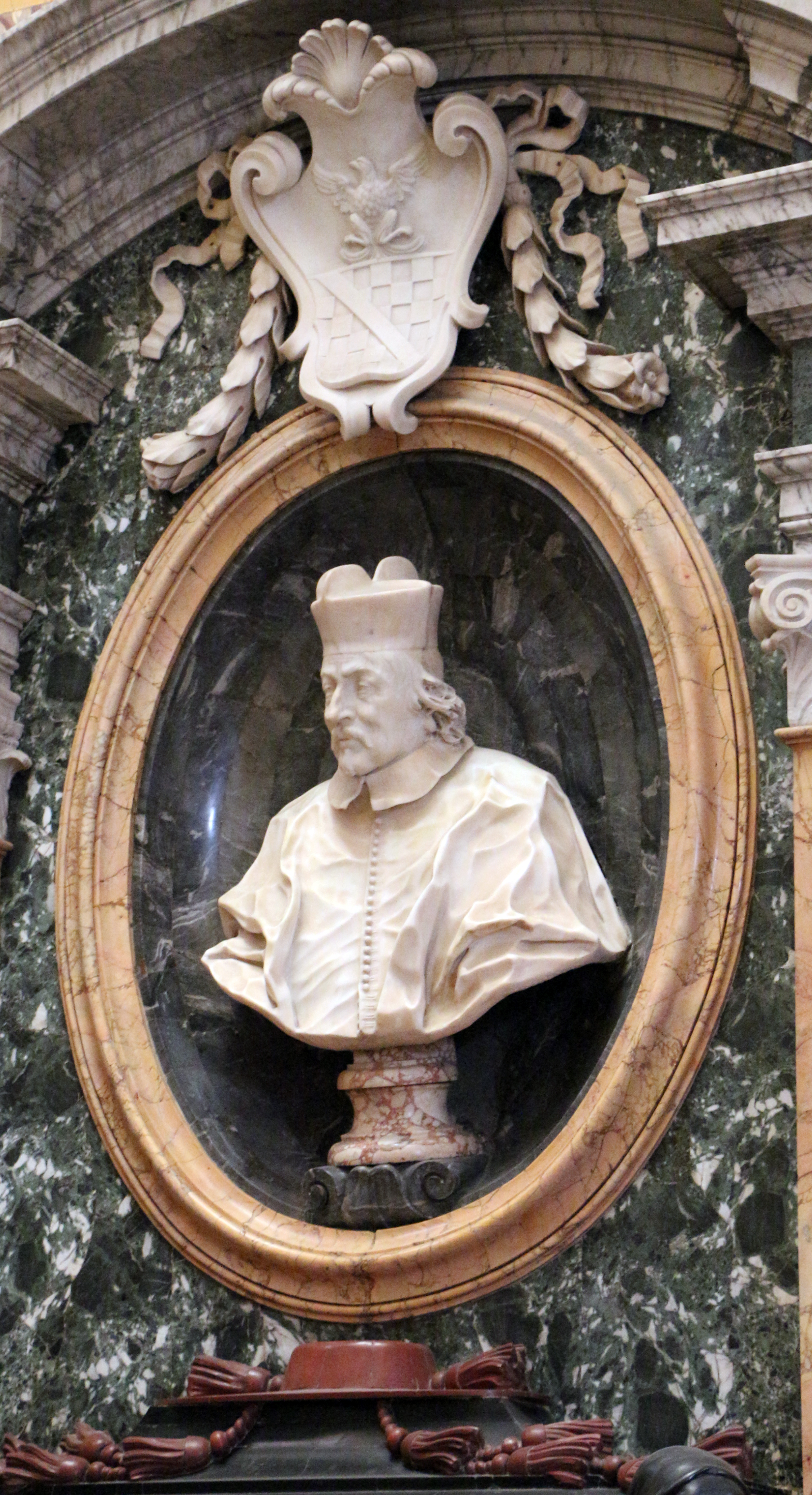
Gravmonument över kardinal Orazio Mattei.
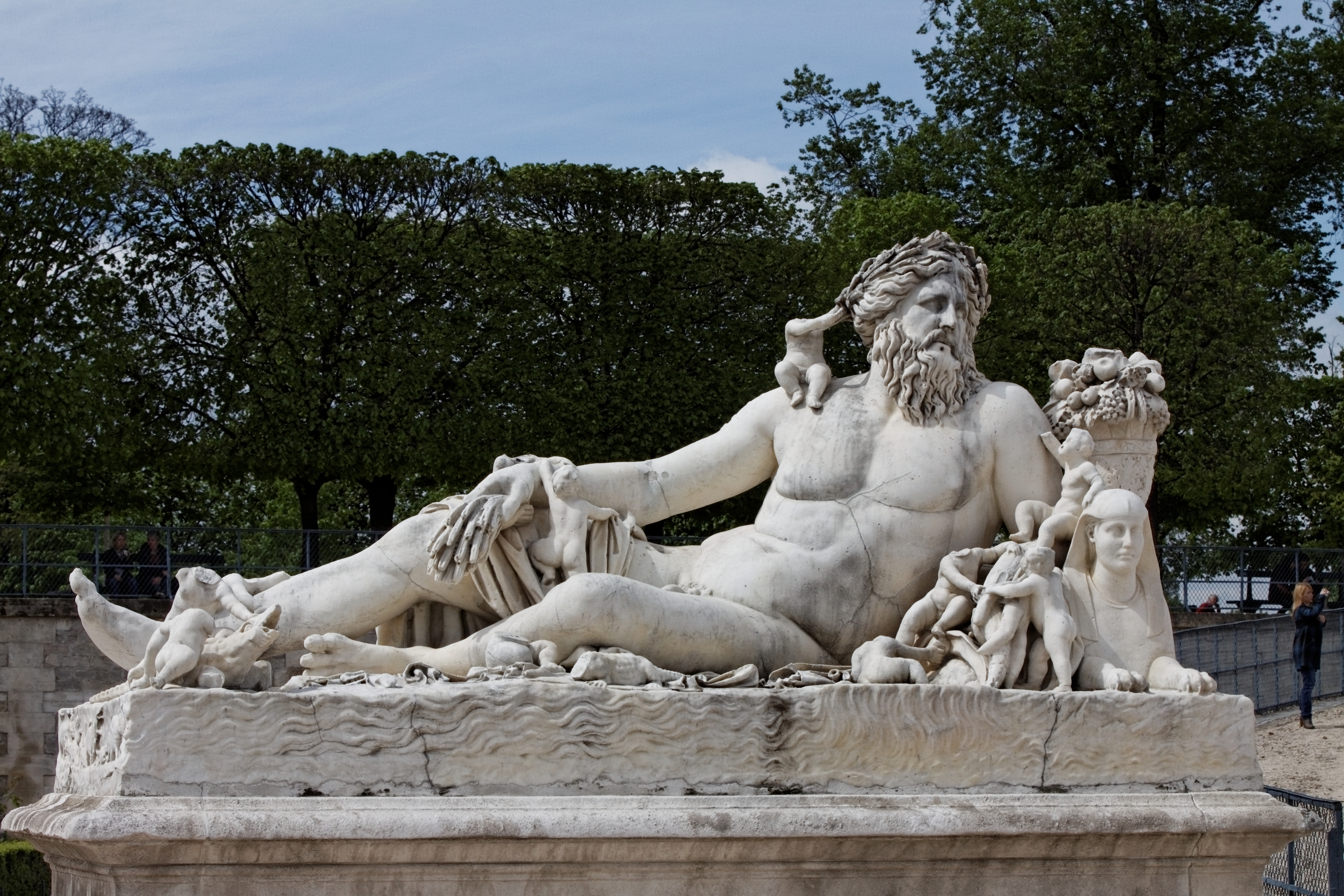
Nilen i Tuilerieträdgården.
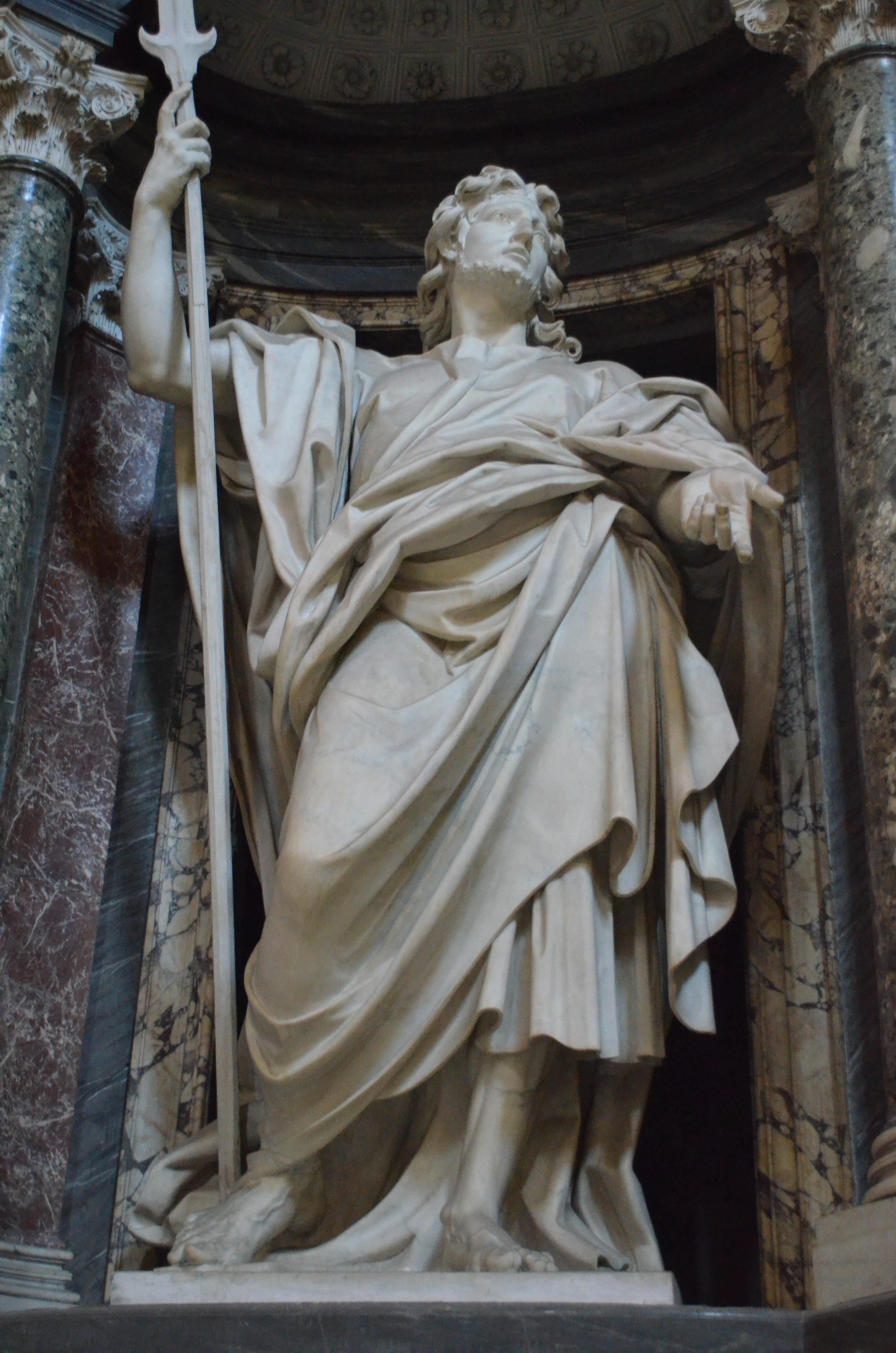
Aposteln Judas Taddaios.
Den heliga Familjen uppenbarar sig för den saliga Ludovica Albertoni.